# 불가촉천민
불가촉천민(不可觸賤民, untouchable 언터처블[*])은 특정 사회 집단에 속한 사람들에 대한 차별적이고 굴욕적이며 배제적이고 착취적인 관행을 정당화하고 강제하는 사회 제도이다. 유사한 형태의 차별은 전 세계에서 발견되지만, 카스트 제도와 관련된 불가촉천민은 주로 남아시아에만 존재한다.
이 용어는 "오염된" 것으로 간주된 인도 아대륙의 달리트 공동체에 대한 대우와 가장 일반적으로 연관된다. 이 용어는 또한 일본의 부라쿠민, 한국의 백정, 티베트의 라기아파, 그리고 유럽의 롬인과 카고, 예멘의 알-아흐담과 같은 다른 집단들을 지칭하는 데 사용되어 왔다. 전통적으로 불가촉천민으로 분류된 집단은 죽이는 것을 기반으로 하는 직업(예: 어부)이나 타인의 배설물이나 땀과 접촉하는 활동(예: 수동적 청소부, 청소부, 세탁부)과 같이 의례적으로 "오염시키는" 활동을 포함하는 직업과 생활 습관을 가진 사람들이었다.
패트릭 올리벨레의 일부 종교적 힌두 경전 해석에 따르면, 불가촉천민은 바르나 제도의 일부로 간주되지 않았다. 따라서 그들은 사바르나(브라만, 크샤트리야, 바이샤, 수드라)처럼 대우받지 않았다.
네팔의 많은 카스트 기반 차별 때문에, 네팔 정부는 1963년에 카스트 제도를 법적으로 폐지하고 "불가촉천민"을 포함한 모든 카스트 기반 차별을 범죄화했다.
불가촉천민은 인도, 네팔, 파키스탄에서 불법화되었다. 그러나 "불가촉천민"은 법적으로 정의되지 않았다. 불가촉천민의 기원과 역사성은 여전히 논쟁 중이다. 2020년 인도 가정 표본 조사에 따르면 "불가촉천민 관행의 과소 보고 가능성에도 불구하고, 인구의 70%가 이 관행에 참여하지 않는다고 보고했다. 이는 고무적인 신호이다."라고 결론지었다.

## 기원

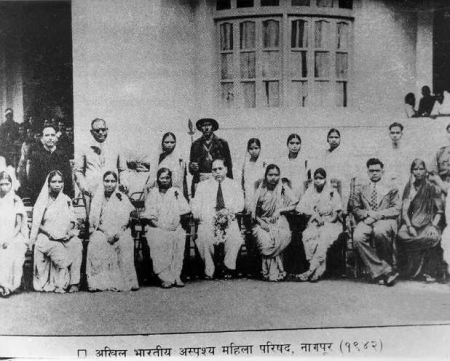
빔라오 람지 암베드카르가 1942년 나가푸르에서 열린 전인도 불가촉천민 여성 회의의 지도자 및 활동가들과 함께 찍은 단체 사진

불가촉천민으로 여겨지던 사회 집단 출신의 인도 사회 개혁가이자 정치인인 빔라오 람지 암베드카르는 불가촉천민이 브라만의 고의적인 정책으로 인해 발생했다고 주장했다. 그에 따르면, 브라만들은 브라만교를 버리고 불교를 선택한 사람들을 경멸했다. 이후 학자인 비베카난드 자는 이 이론을 반박했다.
역사학 교수인 나리펜드라 쿠마르 더트는 불가촉천민 개념이 초기 드라비다족이 인도의 토착민에게 가한 "파리아"와 같은 대우에서 유래했으며, 이 개념은 인도아리아인이 드라비다인으로부터 차용했다고 주장했다. R. S. 샤르마와 같은 학자들은 인도아리아인과 접촉하기 전에 드라비다인들이 불가촉천민을 실천했다는 증거가 없다고 주장하며 이 이론을 거부했다.
오스트리아의 민족학자 크리스토프 폰 퓌러-하임엔도르프는 불가촉천민이 인더스 계곡 문명의 도시 지역에서 계급 계층화로 시작되었다고 주장했다. 이 이론에 따르면, '불결한' 직업(예: 청소나 가죽 작업)에 종사하는 가난한 노동자들은 역사적으로 분리되어 도시 경계 밖으로 추방되었다. 시간이 지나면서 개인 위생은 "순결"과 동일시되었고, 불가촉천민 개념은 결국 농촌 지역으로도 확산되었다. 인더스 계곡 도시들이 쇠퇴한 후, 이 불가촉천민들은 아마도 인도의 다른 지역으로 퍼져나갔을 것이다. 수비라 자이스왈과 같은 학자들은 이 이론이 증거가 부족하고, 불가촉천민 개념이 농촌 지역에서 더 두드러지는 이유를 설명하지 못한다고 주장하며 거부한다.
미국의 학자 조지 L. 하트는 푸라나누루와 같은 고대 타밀어 문헌 해석을 바탕으로 불가촉천민의 기원을 고대 타밀 사회로 거슬러 올라갔다. 그에 따르면, 이 사회에서 특정 직업 집단은 악의적인 초자연적인 힘을 통제하는 데 관여한다고 여겨졌다. 예를 들어, 하트는 전투와 출생 및 사망과 같은 엄숙한 행사에서 북을 치는 파라이야르를 언급한다. 이 직업 집단에 속한 사람들은 "위험하며 다른 사람들을 오염시킬 힘이 있다"고 믿는 다른 사람들에 의해 기피되기 시작했다. 자이스왈은 하트가 제시한 증거를 "극히 미약하고" 모순된다고 일축한다. 자이스왈은 고대 타밀 문헌의 저자 중 여러 브라만이 포함되어 있었다는 점을 지적한다(하트도 이 사실을 인정했다). 따라서 이 문헌에 묘사된 사회는 이미 브라만의 영향을 받고 있었고, 그들로부터 불가촉천민 개념을 빌려왔을 수도 있다.
영국의 인류학자 존 헨리 허턴은 불가촉천민의 기원을 다른 카스트의 사람이 요리한 음식을 받아들이는 것에 대한 금기에서 찾았다. 이 금기는 아마도 청결 문제에서 비롯되었을 것이며, 궁극적으로 자신의 카스트 밖에서 결혼하는 것에 대한 금기와 같은 다른 편견으로 이어졌다. 자이스왈은 이 이론이 다양한 사회 집단이 어떻게 불가촉천민으로 고립되거나 사회적 지위를 부여받았는지 설명할 수 없다고 주장한다. 자이스왈은 또한 고대 베다 문헌의 여러 구절이 다른 바르나 또는 부족에 속한 사람들의 음식을 받아들이는 것에 대한 금기가 없었음을 나타낸다고 지적한다. 예를 들어, 일부 슈라우타 수트라는 비슈바지트 희생제를 행하는 사람이 3일 동안 니샤다 (후대에 불가촉천민으로 간주된 부족)와 그들의 마을에서 살며 그들의 음식을 먹어야 한다고 규정한다.
수비라 자이스왈, R. S. 샤르마, 비베카난드 자와 같은 학자들은 불가촉천민을 바르나 및 카스트 제도 확립 이후 비교적 늦게 발전한 것으로 특징짓는다. 자는 가장 초기 베다 문헌인 리그베다에는 불가촉천민에 대한 언급이 없으며, 심지어 후기 베다 문헌에서도 찬달라와 같은 특정 집단을 비난하지만 동시대 사회에 불가촉천민이 존재했음을 시사하지 않는다고 지적한다. 자에 따르면, 후기에는 여러 집단이 불가촉천민으로 특징지어지기 시작했으며, 이 발전은 서기 600-1200년경에 절정에 달했다. 샤르마는 불가촉천민 제도가 "낮은 물질 문화"와 "불확실한 생계 수단"을 가진 원주민 부족이 수동 노동을 경멸하고 "특정 물질적 대상"과 관련된 불결함을 간주하는 특권 계층에 의해 불결하게 여겨지면서 발생했다고 주장한다. 자이스왈에 따르면, 원주민 집단의 구성원들이 브라만 사회에 동화될 때, 그들 중 특권을 누리는 사람들은 점차 불가촉천민으로 낙인찍힌 낮은 지위의 동료들과 자신들을 분리함으로써 그들의 높은 지위를 주장하려 했을 수 있다.
고대 인도의 다양한 왕국에서 전해진 고대 법률 체계인 다르마샤스트라에 따르면, 민족이나 직업으로 분류된 특정 민족은 바르나 기반 사회의 일부로 간주되지 않았다. 따라서 그들은 사바르나(브라만, 크샤트리야, 바이샤, 수드라)처럼 대우받지 않았다.

## 특징

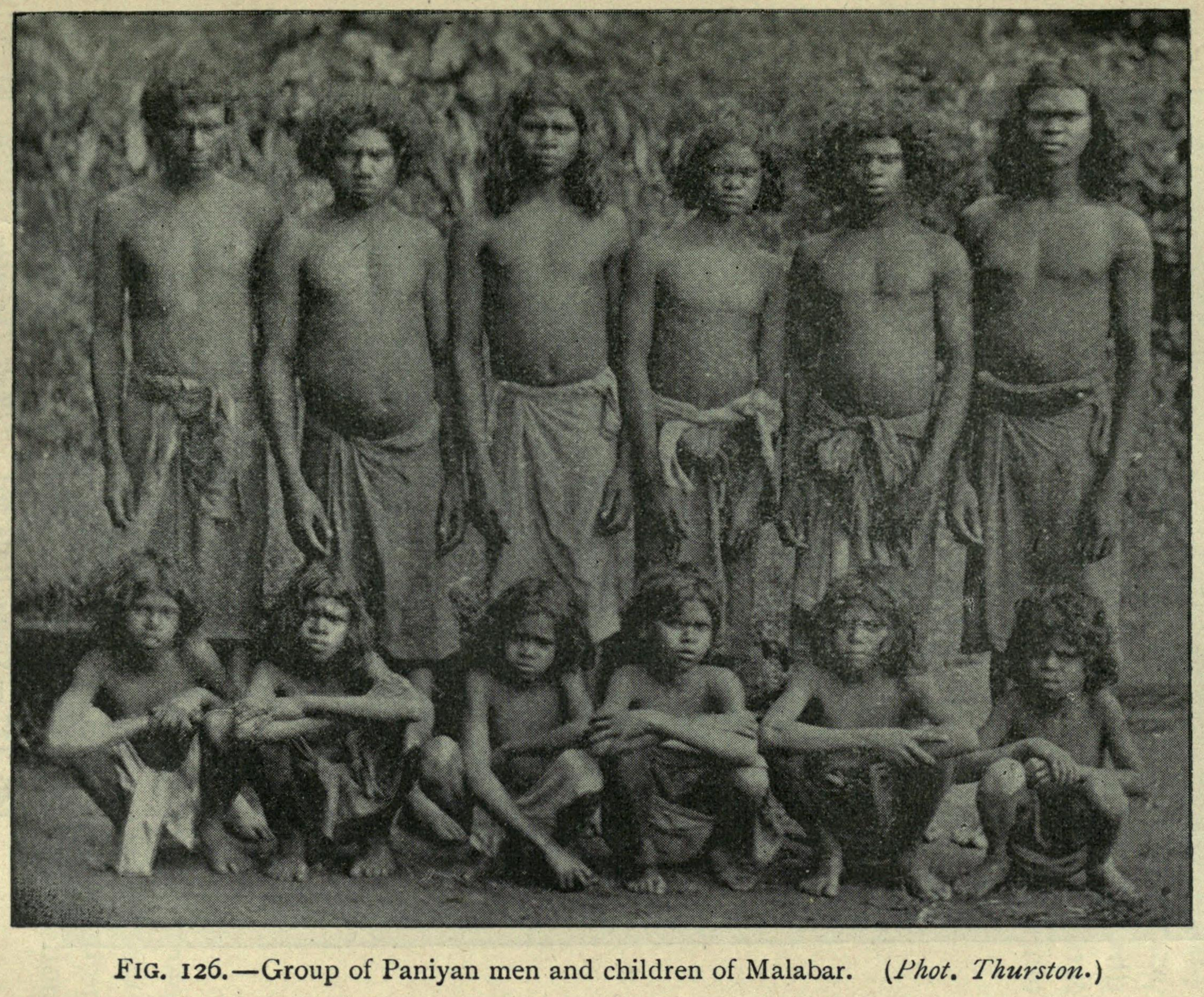
말라바르, 케랄라의 "불가촉천민"으로 여겨지는 사람들 (1906년 서기)

인류학자 사라 핀토에 따르면, 인도의 현대 불가촉천민은 "육류와 체액"과 관련된 일을 하는 사람들에게 적용된다. 1955년 불가촉천민 (범죄) 법에 규정된 처벌에 근거하여 다음과 같은 관행이 인도에서 불가촉천민과 관련되어 있었던 것으로 이해될 수 있다.
- 다른 구성원과 식사 금지
- 마을 찻집에서 별도의 컵 제공
- 식당에서 별도의 좌석 배치 및 식기
- 마을 행사 및 축제에서 좌석 및 음식 배치의 분리
- 공공 예배 장소 출입 금지
- 고위 카스트 구성원 앞에서 샌들을 신거나 우산을 드는 것 금지
- 다른 카스트 가옥 출입 금지
- 공동 마을 길 사용 금지
- 별도의 매장/화장터
- 공동/공공 재산 및 자원 (우물, 연못, 사원 등) 접근 금지
- 학교에서 어린이 분리 (별도 좌석 공간)
- 부역 노동
- "의무" 수행 거부에 대한 다른 카스트의 사회적 보이콧[21]

## 인도 정부의 조치
인도는 2억 명이 넘는 달리트의 고향이다. 인도 독립 당시, 달리트 활동가들은 공정한 대표성을 위해 인도의 불가촉천민을 위한 별도 선거구를 요구하기 시작했다. 공식적으로 소수자법으로 명명된 이 법은 새로 형성된 인도 정부에서 시크교인, 무슬림, 기독교인 및 불가촉천민의 대표성을 보장할 것이었다. 이 법은 램지 맥도널드와 같은 영국 대표들에 의해 지지되었다. 교과서 현대 세계의 종교에 따르면, 이 법을 지지했던 빔라오 람지 암베드카르는 공공 축제 참여, 사원 접근, 결혼 의식 등을 포함한 카스트 제도의 특권을 없애기 위해 많은 노력을 기울인 "불가촉천민 지도자"로 여겨졌다. 1932년, 암베드카르는 불가촉천민이 별도의 선거구를 만들 것을 제안했고, 이는 궁극적으로 간디가 거부될 때까지 단식을 하게 만들었다.
힌두 사회 내의 분열은 간디와 같은 당시의 국가 지도자들에 의해 반대되었지만, 그는 다른 소수자들의 요구에는 예외를 두지 않았다. 그는 그러한 분열이 종교 내에 건강하지 못한 분열을 초래할 것이라고 언급하며 단식투쟁을 시작했다. 원탁회의에서 그는 자신의 추론에 대해 다음과 같이 설명했다:
불가촉천민이 원한다면 이슬람교나 기독교로 개종하는 것은 개의치 않는다. 나는 그것을 용인할 것이지만, 마을에 두 개의 분열이 생긴다면 힌두교에 닥쳐올 일을 도저히 용인할 수 없다. 불가촉천민의 정치적 권리를 말하는 사람들은 그들의 인도를 알지 못하고, 오늘날 인도 사회가 어떻게 구성되어 있는지 알지 못하므로, 내가 명령할 수 있는 모든 강조로 말하고 싶다. 이 일을 막을 유일한 사람이 나뿐이라면 나는 내 목숨을 걸고 저항할 것이다.
간디는 단식투쟁을 통해 어느 정도 성공을 거두었지만, 달리트 활동가들은 그의 건강 악화 위험을 무릅쓰고 항의를 끝내라는 힌두 인구 전체의 압력에 직면했다. 양측은 결국 불가촉천민을 위한 보장 의석 수를 중앙 및 주 수준에서 모두 늘리되, 공동 선거구를 두는 것으로 타협했다.
1950년 인도의 국가 헌법은 불가촉천민 관행을 법적으로 폐지하고 교육 기관과 공공 서비스 모두에서 달리트 및 카스트 제도 내에 있는 다른 사회 집단을 위한 적극적 우대조치를 제공했다. 이는 국가 계획 카스트 및 계획 부족 위원회와 같은 공식 기관에 의해 보완된다. 그럼에도 불구하고, 불가촉천민에 기반한 편견, 차별, 분리, 폭력은 인도 전역에서 여전히 만연하다.

## 사례
- 브르타뉴: 카퀸스
- 중국: 탄카족
- 유럽: 롬인
- 프랑스와 스페인: 카고는 역사적으로 프랑스와 스페인의 불가촉천민 집단이었다.[5]
- 인도: 달리트
- 일본: 부라쿠민
- 한국: 한국의 백정은 전통적으로 사형 집행자이자 도축업자의 일을 했던 한국의 "불가촉천민" 집단이었다.[26]
- 나이지리아: 오후후 및 오수
- 소말리아: 하층 소말리 씨족
- 티베트: 라기아파
- 예멘: 알-아흐담

## 같이 보기
- 적극적 우대조치
- 인도의 카스트
- 차별
- 호모 사케르
- 아웃카스트
- 편견
- 수드라
- 노예제
- 하층민
- 바르나 (힌두교)

### 참고 자료
- Paik, Shailaja. "The rise of new Dalit women in Indian historiography." History Compass 16.10 (2018): e12491. online
- Suvira Jaiswal (1978). 《Some Recent Theories of the Origin of Untouchability; A Historiographical Assessment》. 《Proceedings of the Indian History Congress》 39. 218–229쪽. JSTOR 44139355.